# Xiahou Yang
Xiahou Yang war ein chinesischer Mathematiker des 5. Jahrhunderts.

## Leben
Von ihm ist nur bekannt, dass er als Autor eines mathematischen Handbuchs bezeichnet wurde (Xiahou Yang suanjing), das allerdings nach neueren Mathematikhistorikern als apokryph gilt. Das Entstehungsdatum liegt im 5. Jahrhundert und kann durch die Kritik im Kommentar von Zhang Qiujian als vor 468 und durch eine Änderung der Normen für Volumina nach 421 eingeordnet werden. Nach Jean-Claude Martzloff enthält es keine bemerkenswerten neuen Beiträge außer einer Multiplikation in einer Reihe von Stäbchen im Gegensatz zu drei Reihen bei Sun Zi (Sunzi suajing).
Es wurde von Li Chunfeng im 7. Jahrhundert in die Zehn Mathematischen Klassiker aufgenommen (Suanjing shi shu), wobei er einige inkorrekte Formeln korrigierte. Die Zehn Mathematischen Klassiker wurden bei Prüfungen für die höhere Beamtenlaufbahn benutzt.
Es besteht aus einer Problemsammlung in drei Kapiteln mit 19 Problemen im ersten, 29 im zweiten und 44 im dritten Kapitel. Es benutzt ein Rechenbrett mit Stäbchen und Dezimalnotation, wobei auch Division durch Entfernung der Stäbe an den entsprechenden Dezimalplätzen behandelt wird, was man als negative Dezimalpotenzen interpretieren kann.